# Гавождија (Тимиш)
Гавождија (рум. Gavojdia) насеље је у Румунији у округу Тимиш у општини Гавождија. Oпштина се налази на надморској висини од 142 m.

## Прошлост
По "Румунској енциклопедији" место се први пут помиње 1363. године као "Квежд". Првобитно су постојала два места која су се спојила у једно, па се од 1495. године среће само "Гаваждија". Православна црква је подигнута 1730. године. Становници Гавождије али и других околних места називани су "кодкорећи"(?), зато што су говорили особеним локалним, словенским дијалетком.
Године 1846. Гавождија је мало село у Јенопољском протопрезвирату, са 409 становника. Православно парохијско звање је основано 1652. године, а прве матрикуле венчаних се воде од 1779. године. Православни храм посвећен Силаску Св. Духа, опслужује парох поп Давид Дронка. Као парохијске филијале тада се јављају села Росиа (са 122 становнка) и Бериндер (22). 
У народну основну школу иде само шест ђака које учи Василије Донча.

## Становништво
Према подацима из 2002. године у насељу је живело 3169 становника.

### Попис2002.
| Расподела становништва по националности 2002.‍ | Расподела становништва по националности 2002.‍ | Расподела становништва по националности 2002.‍ | Расподела становништва по националности 2002.‍ | Расподела становништва по националности 2002.‍ |
| --------------------------------------------- | --------------------------------------------- | --------------------------------------------- | --------------------------------------------- | --------------------------------------------- |
|                                               |                                               |                                               |                                               |                                               |
| Румуни                                        | Румуни                                        |                                               | 2.752                                         | 86,9%                                         |
| Мађари                                        | Мађари                                        |                                               | 42                                            | 1,3%                                          |
| Роми                                          | Роми                                          |                                               | 32                                            | 1,0%                                          |
| Украјинци                                     | Украјинци                                     |                                               | 310                                           | 9,8%                                          |
| Немци                                         | Немци                                         |                                               | 17                                            | 0,5%                                          |
| Руси                                          | Руси                                          |                                               | 4                                             | 0,1%                                          |
| Словаци                                       | Словаци                                       |                                               | 3                                             | 0,1%                                          |
| Чеси                                          | Чеси                                          |                                               | 7                                             | 0,2%                                          |

### Хронологија
| Година       | 1992 | 1993 | 1994 | 1995 | 1996 | 1997 | 1998 | 1999 | 2000 | 2001 | 2002 | 2003 | 2004 | 2005 | 2006 | 2007 | 2008 | 2009 | 2010 | 2011 | 2012 | 2013 | 2014 | 2015 | 2016 | 2017 |
| ------------ | ---- | ---- | ---- | ---- | ---- | ---- | ---- | ---- | ---- | ---- | ---- | ---- | ---- | ---- | ---- | ---- | ---- | ---- | ---- | ---- | ---- | ---- | ---- | ---- | ---- | ---- |
| Становништво | 2750 | 2766 | 2755 | 2730 | 2722 | 2708 | 2716 | 2760 | 2737 | 2729 | 2704 | 2766 | 2784 | 2813 | 2827 | 2863 | 2878 | 2903 | 2916 | 2973 | 2967 | 2970 | 2957 | 2941 | 2957 | 2930 |